# Bitwa morska pod Andros (1696)
Bitwa morska pod Andros – bitwa, która miała miejsce 22 sierpnia 1696 podczas wojny wenecko-tureckiej 1683–1699.
Ta nierozstrzygnięta bitwa stoczona została na południowy wschód od wyspy Andros. Flota wenecko-papieska pod wodzą Contariniego starła się z flotą turecką dowodzoną przez słynnego algierskiego korsarza Mezzo Morto. Żaden z okrętów biorących udział w bitwie nie został zniszczony, zatopiony lub zdobyty przez którąś ze stron.
Contarini mając 22 żaglowce opuścił Porto Poro 28 czerwca i przybył do Port Gavrion, na zachodnim wybrzeżu wyspy Andros, 3 sierpnia, podczas gdy galery pod wodzą Molina szły do Kekhrios (miasto położone w Grecji na lądzie stałym), gotowe do ataku na Teby.
Dnia 6 sierpnia turecka flota złożona z 20 tureckich okrętów oraz 15 afrykańsich została dostrzeżona na północ od Andros. Turcy żeglowali wokół Gavrion by sprowokować Contariniego, jednak ponieważ wiatr wiał z północy, Contarini wydał rozkaz, by nie ruszać do bitwy do momentu zmiany kierunku wiatru na korzystny. Nawet gdy Turcy wysłali galioty z wojskami desantowymi, wszystko co uczynił to wysłanie małego statku w celu ich wyparcia. Turcy odpłynęli i zakotwiczyli na zachodzie. Przez 10 dni nic się nie działo, oprócz tego, że francuski statek handlowy wpłynął do zatoki i dostał się pod ostrzał floty weneckiej, która wzięła go za brander wysłany przez Turków.
Dnia 20 sierpnia północny wiatr osłabł i o godzinie 17:00 Turcy ponownie się zjawili z dala od miasta i otworzyli ogień, jednak z niewielkim skutkiem, następnie na noc schronili się przed wiatrem na południu. Następnego dnia wiatr znów wiał z północy i Contarini, widząc swą szansę, spróbował wypłynąć, lecz wiatr nagle ucichł o około 12:00. Udał się więc na południowy wschód od wyspy Andros i tam rankiem 22 sierpnia połączył się z galerami, które właśnie przybyły z zachodu. Słaby wschodni wiatr dał Contariniemu kolejną szansę, i pożeglował na zachód, wykorzystując galery, by te pociągnęły za sobą żaglowce w kierunku południowego końca floty nieprzyjacielskiej, która uszykowana była w ten sposób, że na wschodzie była linia okrętów tureckich, a na zachodzie – linia okrętów afrykańskich. Następnie skręcił na północ idąc wzdłuż nieprzyjacielskich szyków z pierwszymi 7 żaglowcami (Tigre, Rosa, San Andrea, San Lorenzo Giustinian (okręt flagowy), San Domenico, Fede Guerriera i San Sebastiano) i rozpoczynając atak około 12:00. Około godziny 14:00 okręty wiosłowe odłączyły się i sformowały linię na południe od Turków. Żaglowce obu stron sformowały się mniej więcej w linie bojowe, doszło do walki podczas której Turcy stopniowo, ale wyraźnie byli wypierani. O godzinie 16:00 wiatr osłabł i weneckie wiosłowce, które przebiły się przez linię nieprzyjaciela, wróciły i zaatakowały Turków bezpośrednio, ustawione w linię. Turcy wycofali się po około 2 godzinach, ruszając na południe w pobliże wyspy Syra, podczas gdy Wenecjanie pożeglowali z powrotem do Port Gavrion. Aż do 1 grudnia Wenecjanie patrolowali okolice w poszukiwaniu Turków. W końcu dowiedzieli się, że nieprzyjaciel wrócił do Dardaneli niemal miesiąc wcześniej.
Flota wenecko-papieska straciła 56 zabitych i 125 rannych na żaglowcach oraz 19 ofiar na wiosłowcach.